# Cueva de la Vaquera
La cueva de la Vaquera o de la Fuentedura es una cavidad situada en la provincia de Segovia (España), ubicada entre los cañones de los ríos Pirón y Viejo en el término de Losana de Pirón (Torreiglesias), a la falda de la Sierra de Guadarrama.
Dividida en tres galerías, está considerada una de las cuevas segovianas más relevantes dada la presencia de restos humanos desde el principio del neolítico hasta el final de la Edad del Hierro y altomedievales, ha sido clave en la investigación sobre la invención de la agricultura, hallándose el trigo más antiguo de la península ibérica. Es inmemorial su importancia mística dentro en el folclore regional y su interés geológico dentro de un paraje natural también destacado.

## Toponimia
El nombre de Vaquera lo toma por haber sido utilizada su amplia entrada principal de su boca sur como corral para guardar ganado, utilidad de la que aún se conservan los ladrillos que sostenían una pequeña puerta para impedir el acceso animal a las profundidades. El apelativo de Fuentedura o Fuente Dura se debe a la presencia del manantial de aguas limpias que se sitúa junto a su boca sur, este es la salida natural del río subterráneo en el interior.

## Ubicación

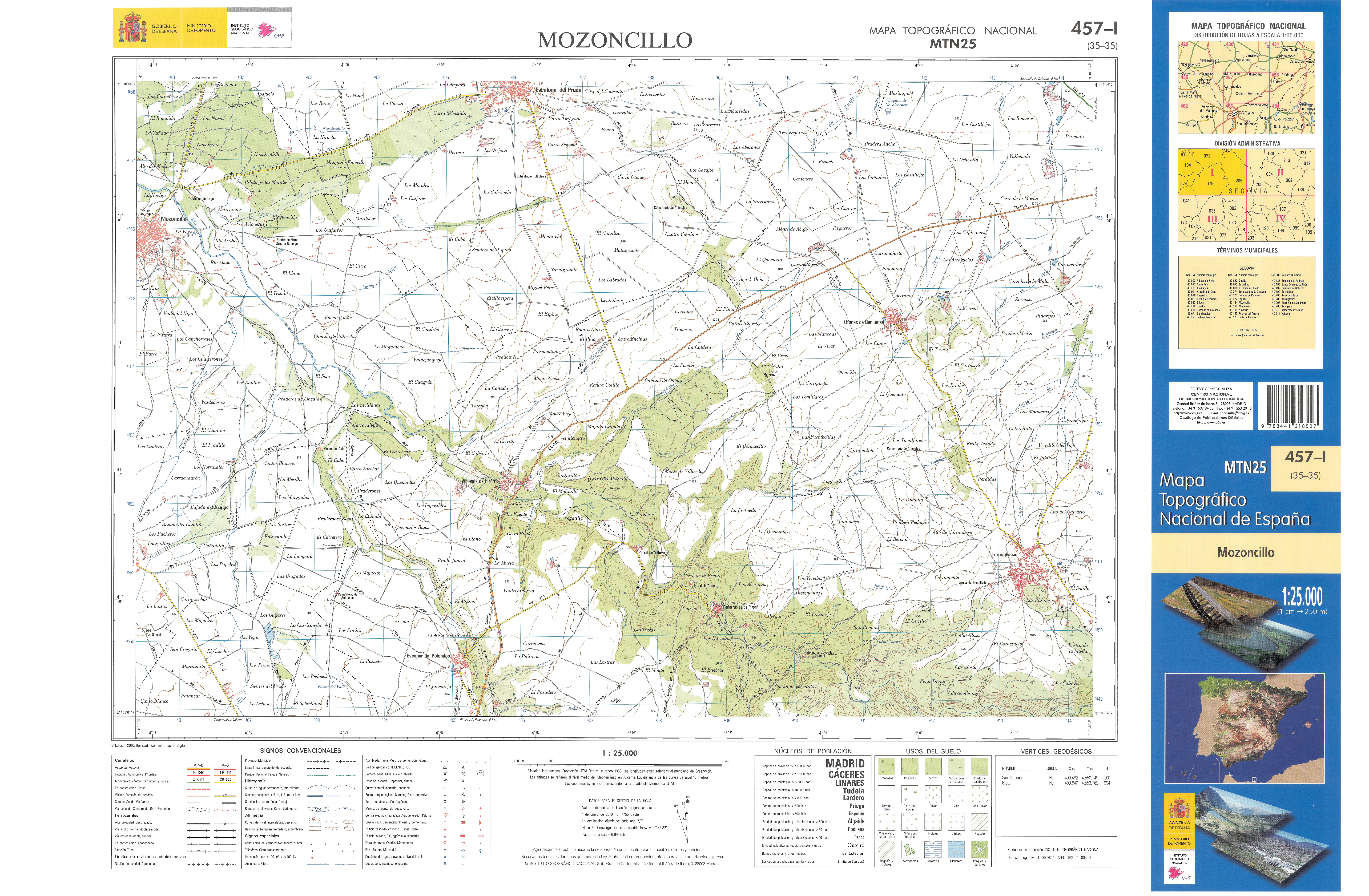
Fragmento 0457c1 de la hoja 457 del Mapa Topográfico Nacional de España de 2010 en el que se representa parcialmente el entorno de la cavidad

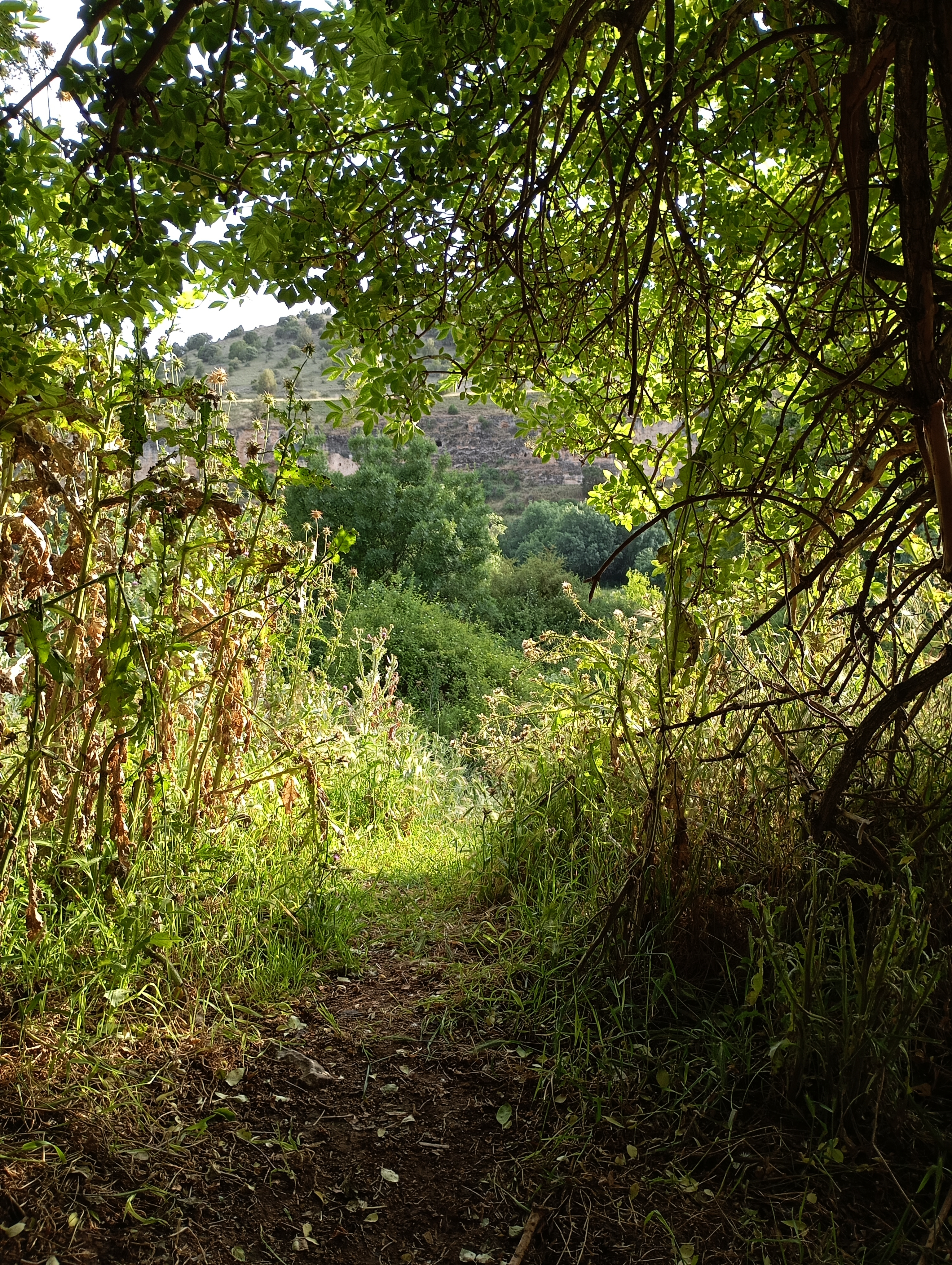
Vista de entorno a la salida de la boca sur (al fondo la Ermita de Santiaguito)

La cueva de la Vaquera se sitúa bajo el Cerro del Castrejón, en el noroeste de la provincia de Segovia, en el término de la entidad local menor de Losana de Pirón (municipal de Torreiglesias). Las entradas de la cueva se sitúan a unos 960 m de altitud muy cerca del punto de confluencia de los ríos Pirón y Viejo, cada boca encarando a cada río, en un paisaje escarpado y de abrupta orografía.
La boca norte, sita próxima a la Cueva de los Pedrones -al noreste- que también cuenta con yacimientos, está parcialmente cegada por desprendimientos de ladera y la sur ha sido cubierta por vegetación en los últimos años y, pese a ser fácil acceder, su vista puede quedar camuflada dificultando ser localizada.
Al otro lado del río Pirón, en su boca sur, está situada la Ermita rupestre de Santiaguito.
La vegetación actual predominante en el entorno es de tomillares, encinas y quejigos asociados con sabinas albares y enebros.
Pesa a encontrarse en un zona de, no difícil pero sí laborioso, acceso, se encuentra en línea recta, a 3,6 km de Adrada de Pirón, 3,5 de Losana de Pirón, 2,8 de Torreiglesias, 2,6 de Peñarrubias de Pirón y a 1,21 del despoblado de Cobatillas .

## Historia
Mientras que algunas secciones sirvieron como espacios habitacionales entre el Neolítico y la Edad del Hierro, otras era en este mismo tiempo su cementerio y lugar sacro para el culto ancestral, que contaba con distintas formas y señas dibujadas para resaltar su carácter sagrado.
Durante el medievo la entrada norte, más cercana al yacimiento, fue parcialmente cegada por desprendimientos de ladera pero se mantuvo intacta la entrada sur.
En nuestro tiempo fue siempre conocida siempre por los pobladores de la zona, prueba de ello fue su uso recurrente de su boca sur para guardar ganado, albergar pastores o refugio en caso de tormenta. Es legendaria su utilización por parte del bandolero El Tuerto de Pirón como escondite y punto de encuentro, jugando un papel preponderante en el desarrollo de su vida al cometer aquí su primer delito y es considerado uno de los mayores conocedores de su interior en su tiempo.
Las primeras referencias al carácter arqueológico de la cueva, provienen de hallazgos de Celestino Grande Ruiz, oriundo de Torreiglesias, creó una colección de materiales que después depositó en el Museo Arqueológico de Segovia, donde están expuestas.

### Intervenciones

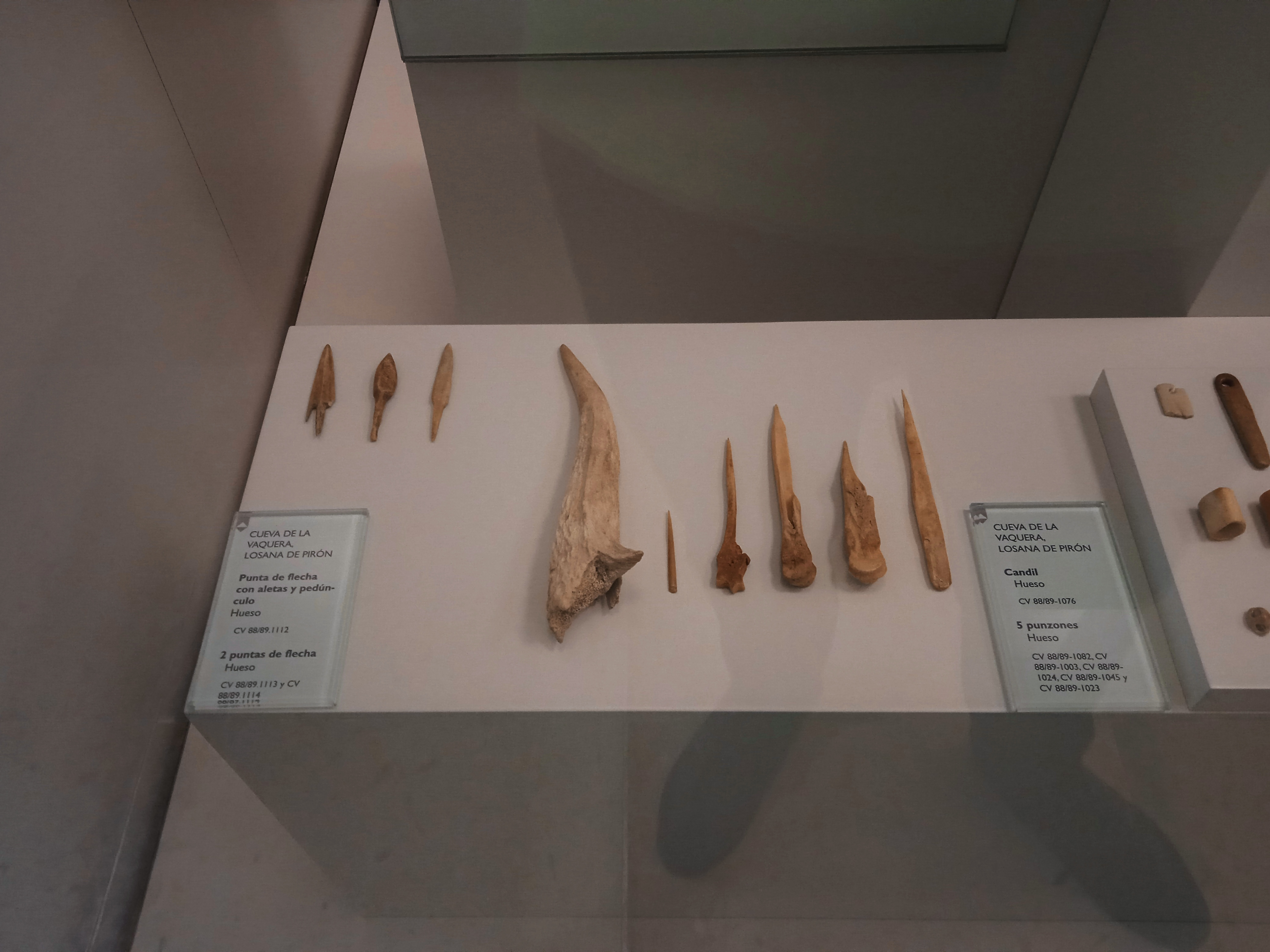
Restos prehistóricos de la cueva expuestos en el Museo de Segovia

En 1965 durante el IX Congreso Nacional de Arqueología en Valladolid se presentó un resumen del texto del mismo año El arte neolítico de la Cueva de Losana de la Escuela de Ingenieros de Madrid. Desde esta época son recurrentes las apariciones de informes sobre la cueva que datan los restos desde el comienzo del neolítico hasta el final de la Edad del Hierro. También se dispararon el número de robos de material por parte de particulares y todo el yacimiento sufrió un brutal expolio durante toda la década de los 80. Datan de 1973 y 1974 las primeras intervenciones serias, de mano de Alonso Zamora, con un sondeo de 4 metros en la Sala A.
En 1988 tras el proyecto de anegar la zona con un pantano se organiza una campaña de urgencia a fin de aumentar la información disponible sobre  el yacimiento y desaconsejar el embalse. Tras la investigación y la movilización social, el proyecto del pantano fue desechado.
Entre 1991 y 1995 se realiza otra campaña de investigación más profunda de mano de la Universidad de Valladolid, incluyendo un estudio arqueobotánico sobre semillas, polen y carbones, que finaliza intentando preservar el entorno para excavaciones futuras dejando la entrada norte más próxima al yacimiento cerrada al público.

## Uso actual

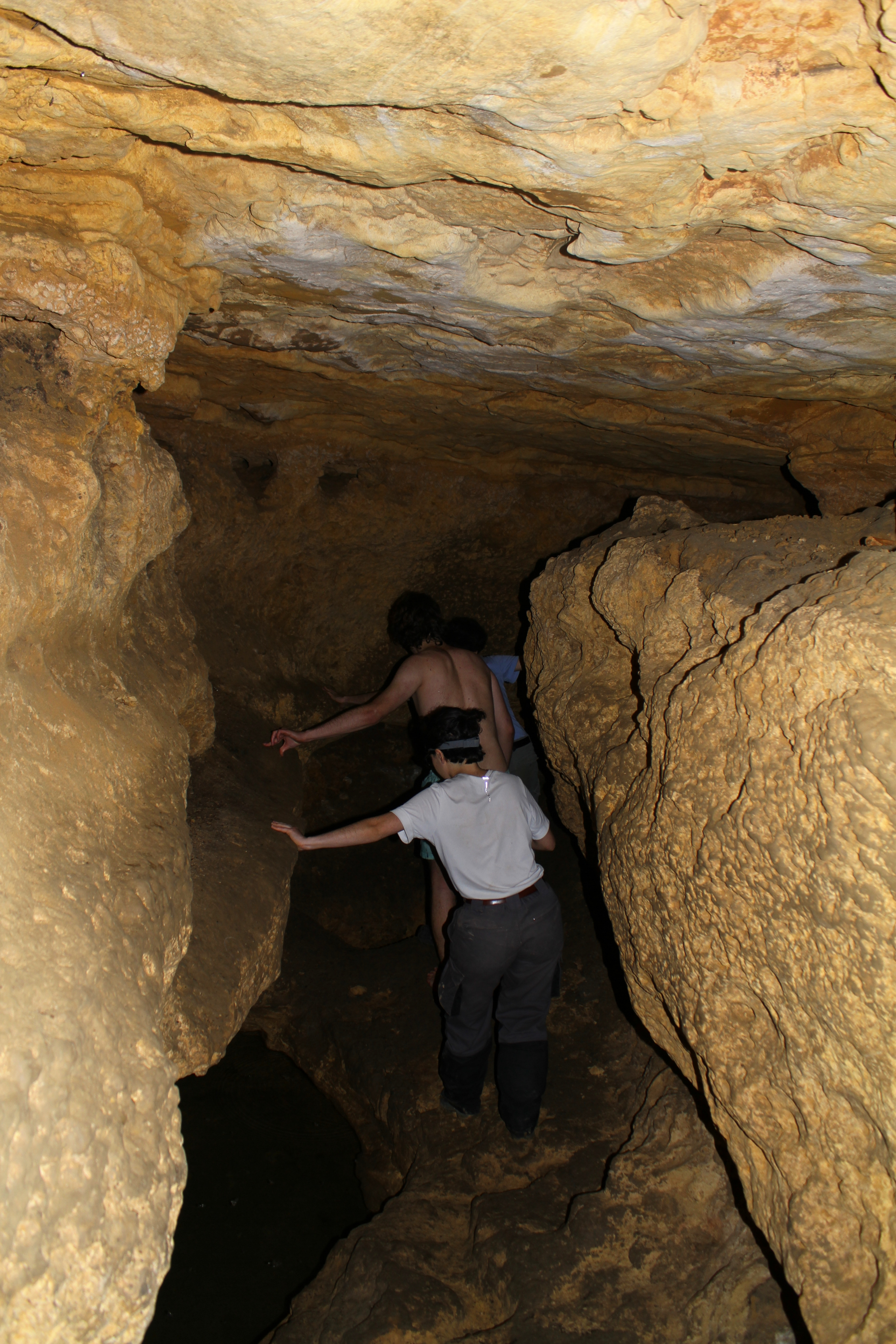
Espeleología en Cueva de la Vaquera, un grupo de personas recorre la Galería B sorteando el río subterráneo (Galería C)

La Cueva de la Vaquera se utiliza hoy principalmente para investigación arqueológica, hecho que ha motivado el cierre de su boca norte, la más próxima a los yacimientos prehistóricos, más difícilmente accesibles desde la sur, que se sitúa a más de 0,6 km y el camino es atravesado varias veces por el río subterráneo.
También es un destino turístico que atrae a expertos y aficionados espeleólogos, interesados en la prehistoria o en la geología de la región, llegando algunas empresas etnoturísticas de la zona a ofertar visitas guiadas. En la actualidad se consiente también el baño textil o nudista en sus aguas subterráneas, cuya profundidad ronda entre 1,3 y 1,8 metros en las zonas fácilmente accesibles.
La zona no ha perdido su inmemorial identidad ascética que se remonta a los enterramientos neolíticos y sigue albergando hoy la Romería de Santiaguito (Santiago Apóstol) el 25 de julio, que celebra anualmente en la ermita rupestre de Santiaguito a escasos metros, además ha sido ocasionalmente utilizada como emplazamiento para la celebración de eventos privados de carácter erótico. Aunque ya no es utilizada como encerradero de ganado, su antigua función como refugio de pastores sigue vigente transformándose en la de dar cobijo a excursionistas en caso de tormenta o para pasar la noche aprovechando su temperatura interior estable.

## Formación

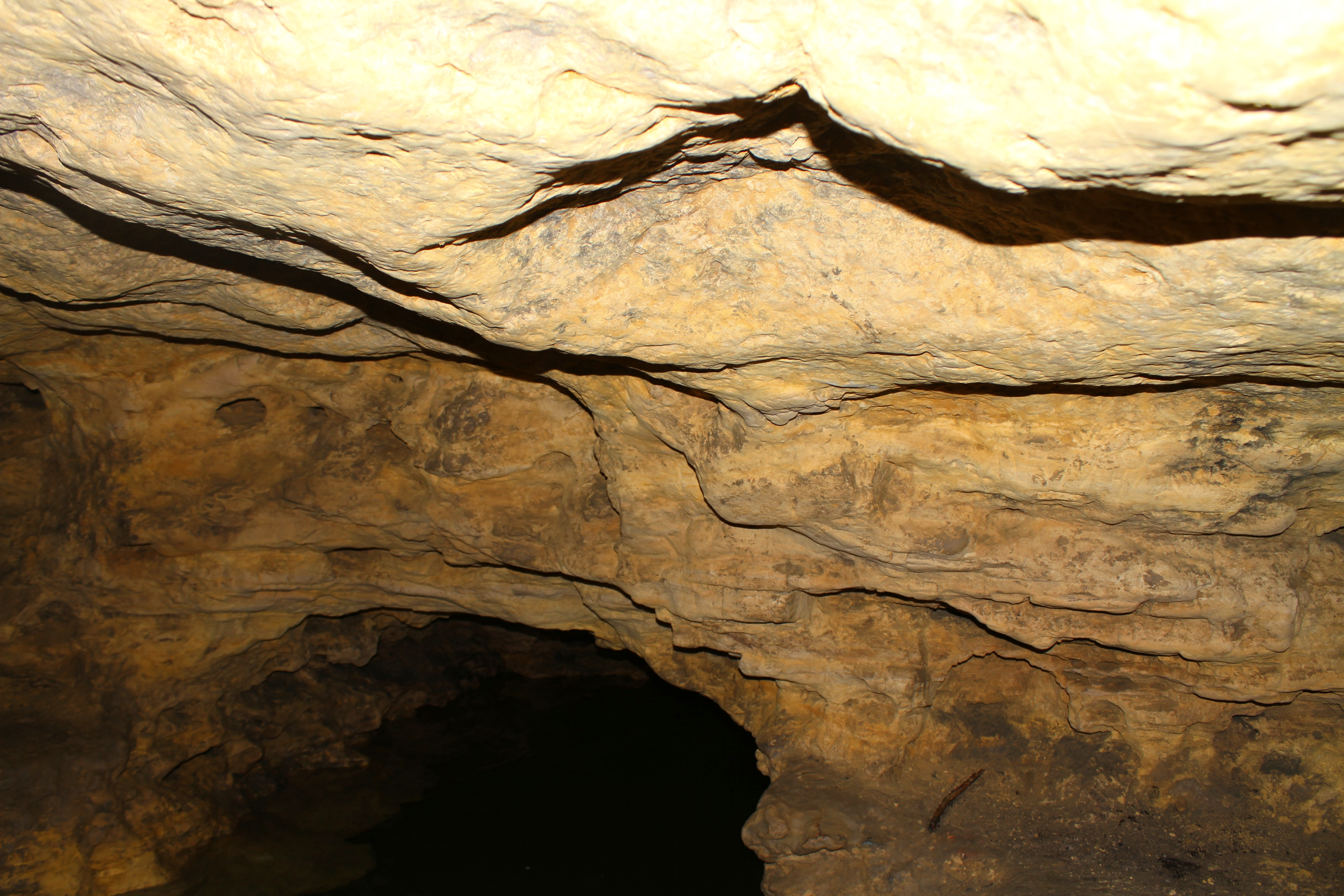
Vista del río subterráneo atravesando la cueva, esta corriente de agua es la culpable de la erosión de la caliza que dio lugar a la cueva

La Vaquera, de la misma forma que la mayoría de cavidades relevantes de la zona, como las cuevas de las Arenas, los Enebralejos, la Mora, los Pedrones o los Murcigallinos, así como la Torca del río Viejo, se formó mediante la erosión constante de la roca caliza de época cretácea por parte del agua procedente de los ríos que bajan de la sierra durante un periodo que duró varios millones de años, dando lugar a un proceso de karstificación.
El agua, al circular por los poros y grietas de la superficie, fue muy lentamente disolviendo el carbonato cálcico que forma la caliza, haciendo aumentar en tamaño esas grietas y llegando a formar cavidades subterráneas en la roca. Hoy varias secciones de un río subterráneo circulan por la Galería C todo el año, aumentando su caudal durante el periodo de deshielo de la nieve de la sierra, especialmente en los meses de febrero y marzo.

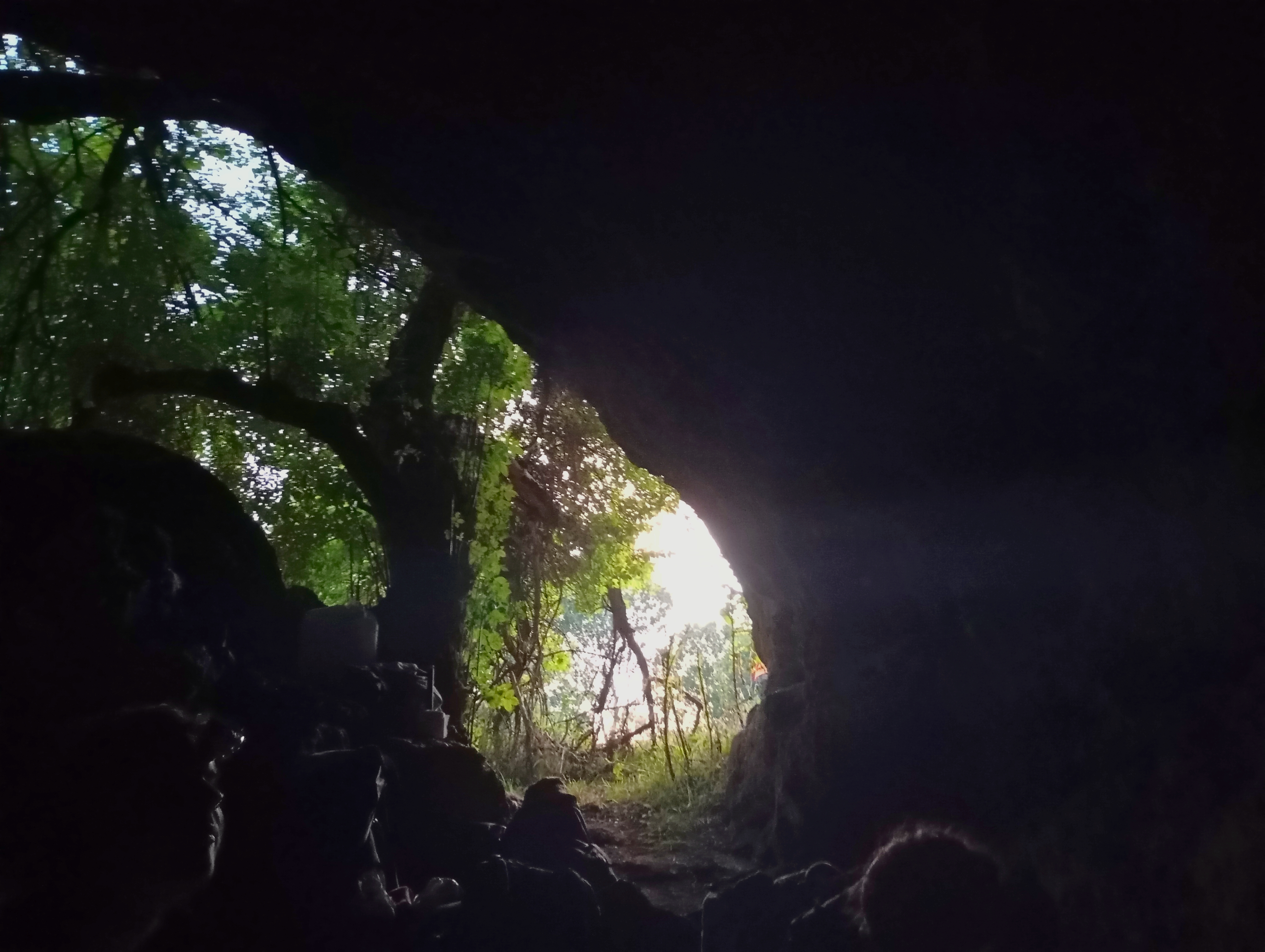
Vista de la boca sur desde el interior

## Estructura

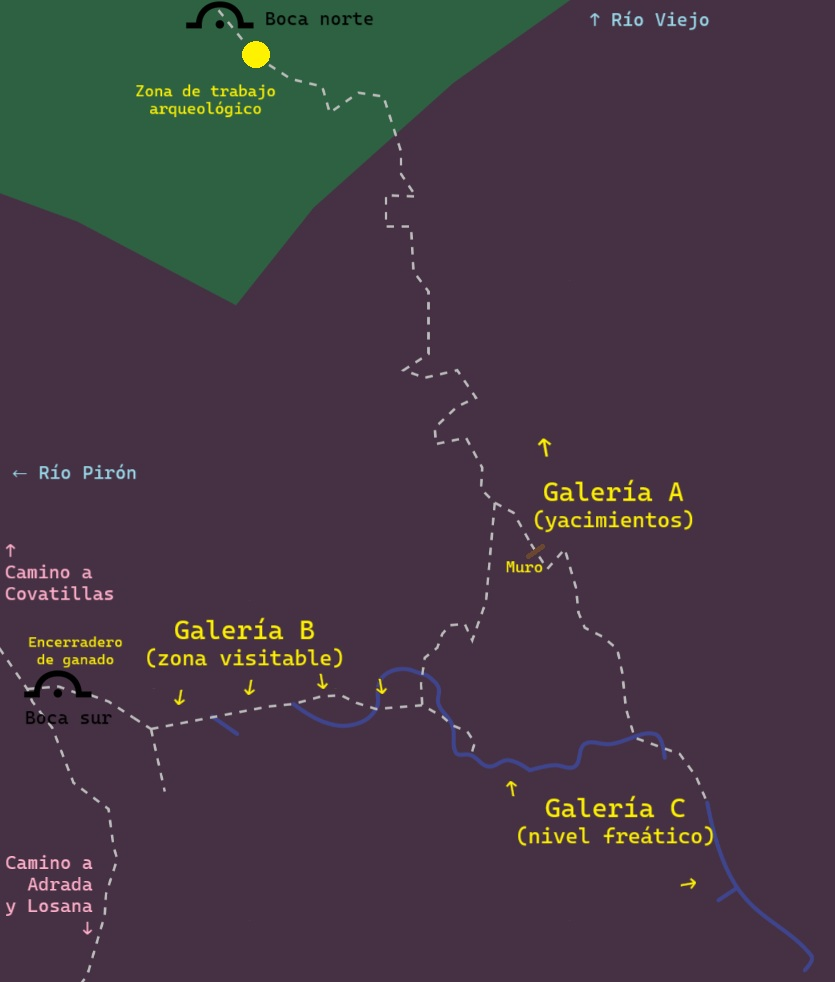
Mapa con las distintas galerías y elementos de la Cueva de la Vaquera

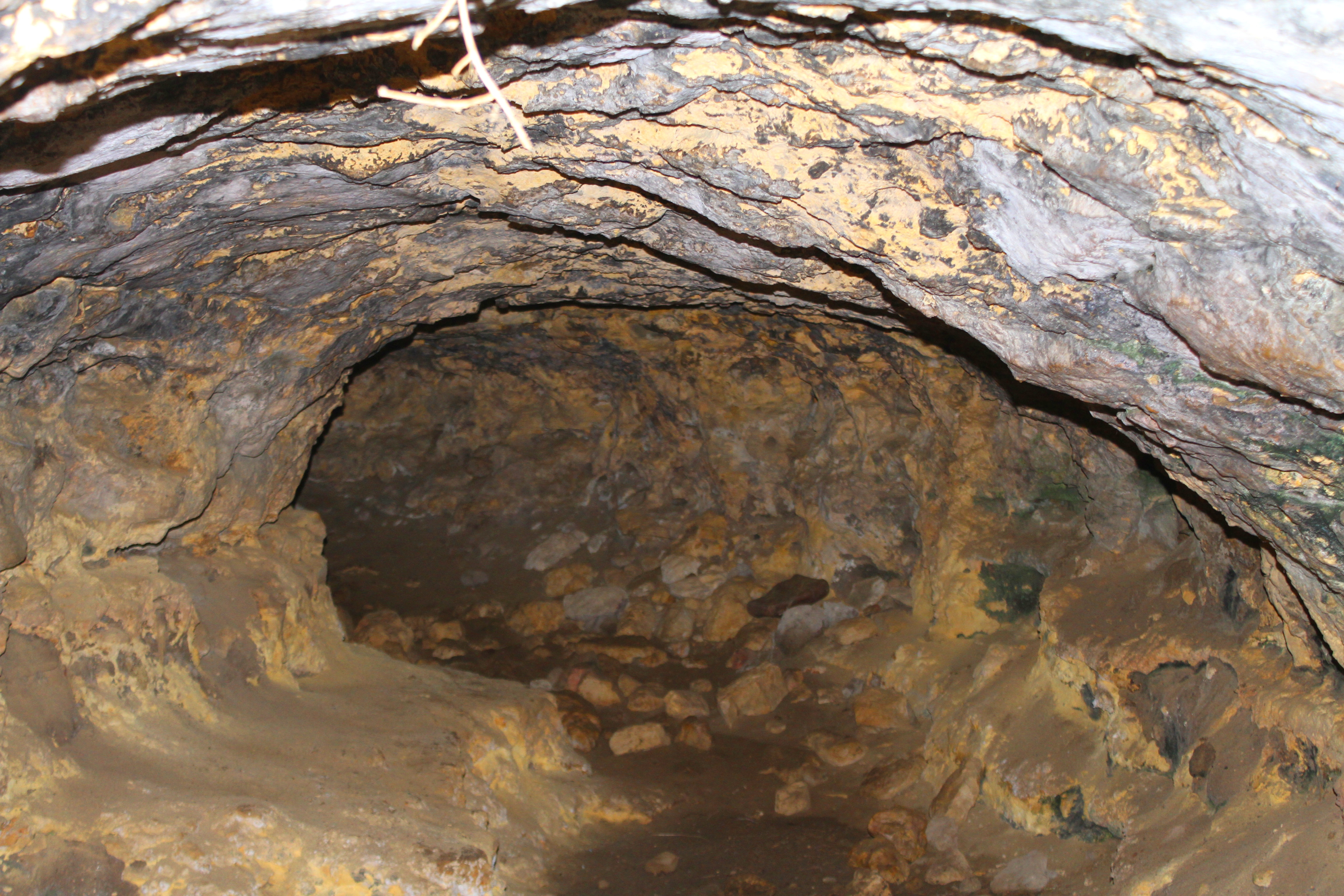
Imagen de la Galería B

La cueva está subdividida en tres galerías, siendo una de ellas un nivel freático:
- Galería A, en el nivel superior: inicia en la boca clausurada en el cañón del río Viejo e incluye una sala amplia y seca usada como habitación en el Neolítico y que contiene sedimentos de más de 4 m. Continúa con una zona más estrecha que conecta con una cámara funeraria usada como necrópolis y lugar sagrado de culto o ritual. Un muro bloquea su acceso al resto de galerías y no puede ser visitada sin autorización.
- Galería B, en el nivel intermedio, inicia en la boca abierta en el cañón del río Pirón, donde cuenta con su icónica gran sala usada como majada y continúa por un pasillo más estrecho que se entrecruza con el río subterráneo. Esta galería es la fácilmente accesible y comúnmente visitada.
- Galería C, en el nivel inferior: es un conducto seminundado por aguas freáticas poco profundas, es libremente accesible desde la anterior pero aunque el baño en zonas en las que se cruza con la B es viable y agradable, no se recomienda adentrarse más metros río adentro sin experiencia y conocimiento.